# یوآنیا
یوآنیا (نام علمی: Yoania) نام یک سرده از تیره ثعلبیان است. اعضای این سرده در ژاپن، آسام، جمهوری خلق چین و تایوان رشد و نمو پیدا می‌کنند.